# Bloomsday

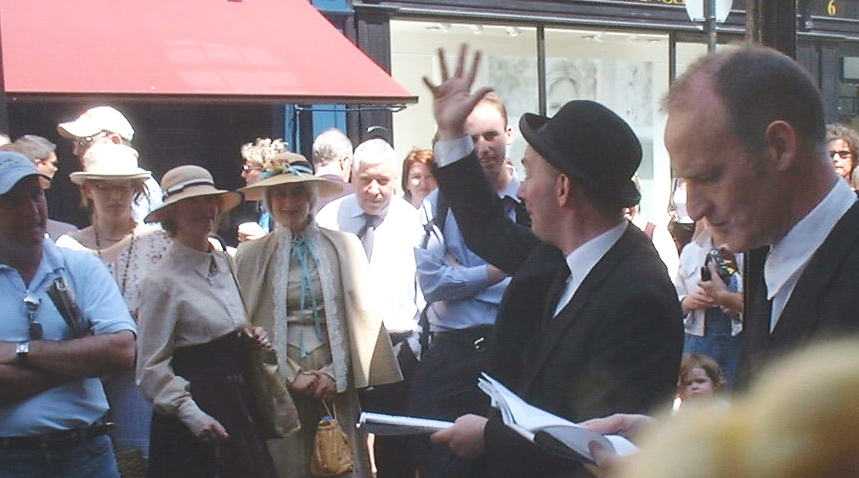
Předvádění Odyssea v pubu Davyho Byrnese, v níž se odehrává část děje Odyssea

Bloomsday (anglicky Bloomův den) je svátek, který se slaví 16. června v Dublinu i jinde, k oslavě díla Jamese Joyce a oživuje události Joyceova nejslavnějšího románu Odysseus, který se odehrává v Dublinu právě 16. června 1904 na památku Joyceova seznámení s jeho manželkou Norou Barnacleovou. Tento den je v Irsku státním svátkem. Jméno má den po Leopoldu Bloomovi, bezvýznamném dublinském novináři, který je hlavním hrdinou Odyssea.
Oslavy Bloomsday zahrnují mnoho kulturních aktivit, včetně čtení a dramatizací Odyssea, cesty po dublinských barech a hospodách, opakování Bloomovy cesty po Dublinu v historickém kostýmu. Skalní fanoušci provozují v onen a případně i další den nepřetržité čtení celého textu Odyssea (cca 700 stran), což zpravidla trvá 36 hodin. První oslava tohoto svátku se konala na 50. výročí děje Odyssea v roce 1954 a nejvýznamnější oslava, festival ReJoyce Dublin 2004 (nepřeložitelná slovní hříčka - "rejoice Dublin" znamená "raduj se, Dubline", "re-Joyce Dublin" znamená "znovuojoyceuj se, Dubline") se konala na sté výročí děje Odyssea v roce 2004 ve dnech 1. dubna - 31. srpna.